# Oliarus cashatti
Oliarus cashatti är en insektsart som beskrevs av Synave 1979. Oliarus cashatti ingår i släktet Oliarus och familjen kilstritar. Inga underarter finns listade i Catalogue of Life.